# Wilhelm Peters

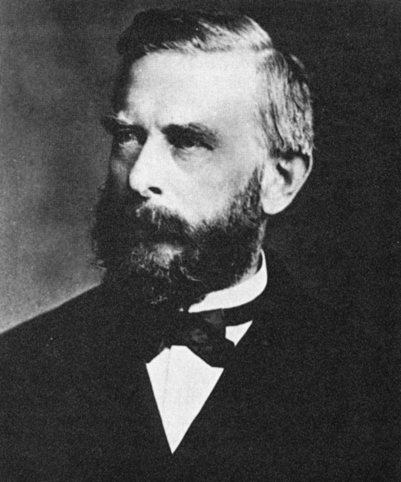
Wilhelm Peters

Wilhelm Carl Hartwig Peters (Koldenbüttel, Hertogdom Sleeswijk, 22 april 1815 – Berlijn, 20 april 1883) was een Duitse natuuronderzoeker, zoöloog, anatoom en ontdekkingsreiziger.

## Werken
- Observationes ad anatomiam Cheloniorum, Dissertation, Berlin 1838
- Naturwissenschaftliche Reise nach Mossambique, auf Befehl seiner Majestät des Königs Friedrich Wilhelm IV. in den Jahren 1842 bis 1848 ausgeführt, Berlijn 1852-1868
- Die Heidflächen Norddeutschlands, Hannover 1862
- Handbuch der Zoologie (met Julius Victor Carus en C. E. A. Gerstaecker), Leipzig 1863-1875